# 13368 Wlodekofman
13368 Wlodekofman este un asteroid din centura principală de asteroizi.

## Descriere
13368 Wlodekofman este un asteroid din centura principală de asteroizi. A fost descoperit pe 18 octombrie 1998 la Stația Anderson Mesa în cadrul programului LONEOS. Asteroidul prezintă o orbită caracterizată de o semiaxă mare de 2,95 ua, o excentricitate de 0,08 și o înclinație de 2,8° în raport cu ecliptica.